# Лакуна Накуру
Лакуна Накуру (англ. Nakuru Lacuna) находится на поверхности самого крупного спутника Сатурна — Титана, по координатам 65°49′ с. ш. 94°00′ з. д. / 65,81° с. ш. 94° з. д. Названа в честь земного озера Накуру, расположенного на территории Кении.
Размер структуры составляет около 190 км. Лакуна Накуру является одной из многих лакун, разбросанных в северном полушарии Титана.